# Płesznik czerwonkowy
Płesznik czerwonkowy (Pulicaria dysenterica (L.) Bernh.) – gatunek roślin z rodziny astrowatych (Asteraceae). Występuje naturalnie niemal całej Europie (z wyjątkiem północnych i wschodnich krańców kontynentu), w północno-zachodniej Afryce oraz w Azji na obszarze od Bliskiego Wschodu po Nepal. Rośnie powszechnie w basenie Morza Śródziemnego. W Polsce rośnie bardzo rzadko w północnej części kraju. Bywa także uprawiany.

## Rozmieszczenie geograficzne
Rośnie naturalnie w basenie Morza Śródziemnego w północno-zachodniej Afryce w: Maroku, Algierii i Tunezji, w południowej Europie: Portugalia, Hiszpania (także na Balearach), Francja (w tym Korsyka), Włochy (wliczając Sardynię i Sycylię), Słowenia, Chorwacja, Bośnia i Hercegowina, Serbia, Czarnogóra, Macedonia Północna, Albania, Grecja (także na Krecie i Wyspach Egejskich), Bułgaria. W zachodniej, środkowej i południowo-wschodniej Europie: Irlandia, Wielka Brytania, Dania, Belgia, Holandia, Niemcy, Szwajcaria, Austria, Czechy, Węgry, Rumunia, Polska, Słowacja, Białoruś, Ukraina, Mołdawia, południowa Rosja; w południowo-zachodniej Azji w takich krajach jak: Turcja, Cypr, Liban, Syria, Izrael, Jordania, Gruzja, Armenia, Azerbejdżan, Irak, Iran, Turkmenistan, Afganistan, Pakistan, Indie (w stanie Dżammu i Kaszmir) oraz Nepal. Ponadto został naturalizowany w Chinach i Nowej Zelandii. Także w Polsce uznany został za gatunek introdukowany. Znany jest z rozproszonych stanowisk w północno-zachodniej części kraju.

## Morfologia

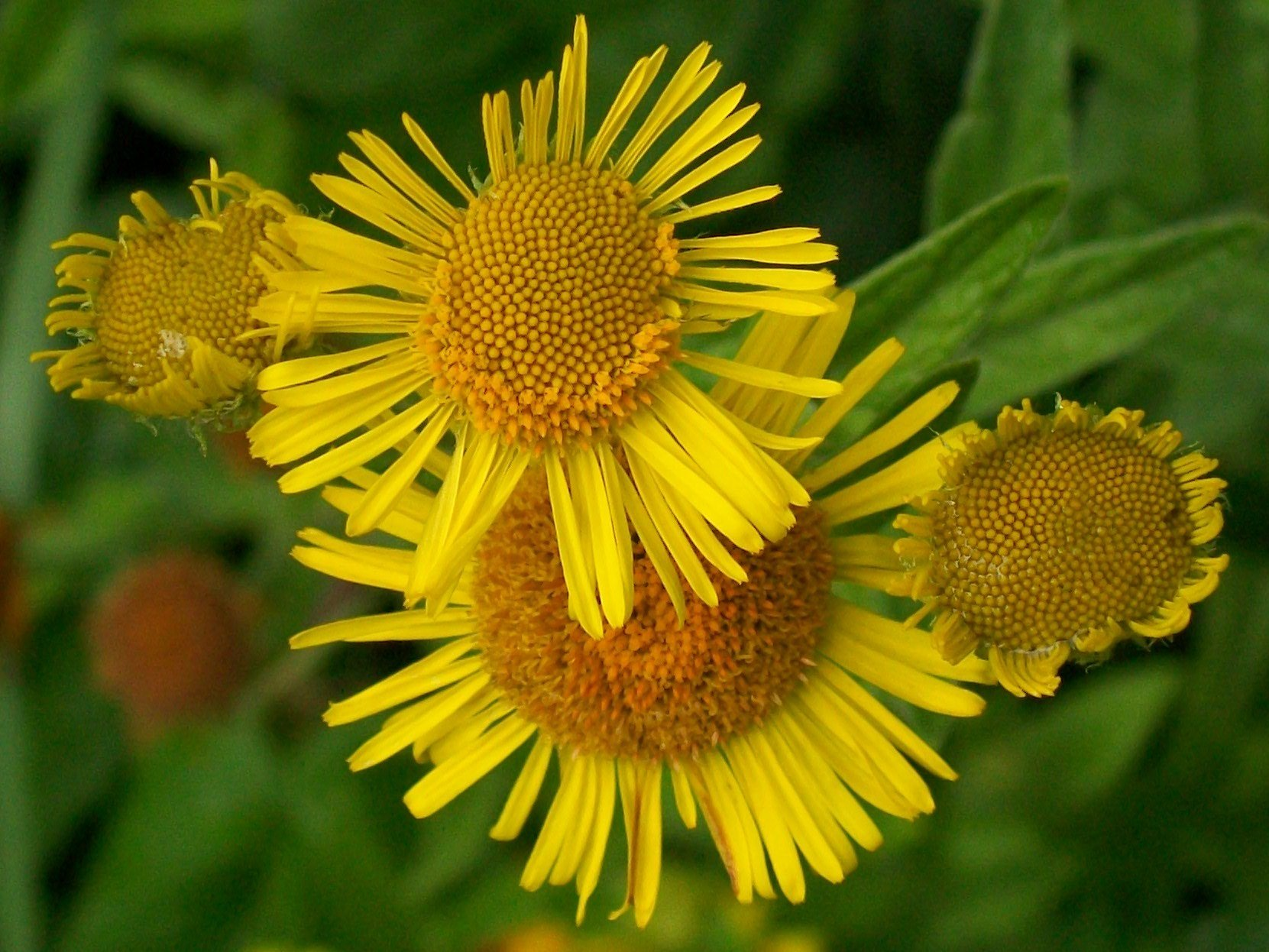
Koszyczki

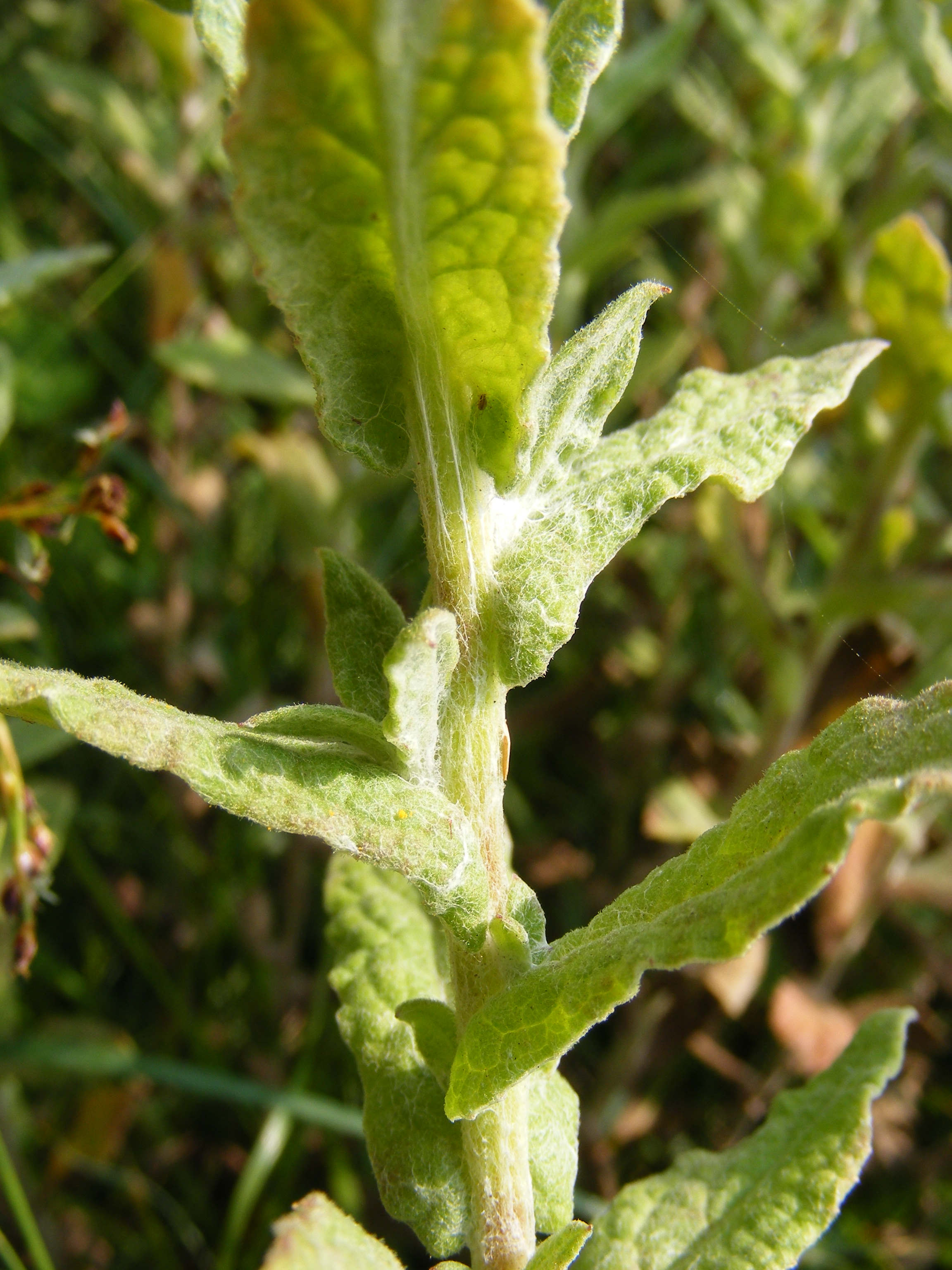
Fragment pędu

PokrójRoślina zielna dorastająca do 20–60 cm wysokości. Łodyga wyrasta z podziemnego kłącza, jest prosto wzniesiona, owłosiona, rozgałęzia się w górze.
LiścieBlaszka liściowa jest omszona i ma podłużnie lancetowaty kształt, jest mniej lub bardziej falista i odlegle ząbkowana na brzegu. Dolne liście są zwężone u nasady. Górne liście łodygowe obejmują do połowy łodygę uszkowatą nasadą. Liście osiągają od 3 do 8 cm długości .
KwiatyLiczne koszyczki osiągające 1,5–3 cm średnicy. Listki okrywy gęsto owłosione. Kwiaty języczkowate wyraźnie dłuższe od rurkowatych, rozpostarte.
OwoceNiełupki o długości 1,5 mm z puchem kielichowym w postaci błoniastego rąbka oraz białych włosków.
Gatunki podobneJasonia tuberosa ma liście równowąsko lancetowate, zwężające się w ogonek liściowy. Występuje na górskich skalistych terenach w południowo-zachodniej Europie.

## Biologia i ekologia
Bylina kwitnąca od lipca do września. Rośnie w miejscach wilgotnych, na brzegach wód i w miejscach zalewanych, na łąkach pastwiskach i przydrożach. Larwy ćmy Anania crocealis żerują między innymi na płeszniku czerwonkowym.

## Zmienność
W obrębie tego gatunku wyróżniane są dwa podgatunki:
- P. dysenterica subsp. dysenterica – podgatunek nominatywny; występuje w całym zasięgu gatunku
- Pulicaria dysenterica subsp. uliginosa Nyman – występuje w południowo-wschodniej Europie oraz południowo-zachodniej i środkowej Azji